# Arthur Kobus
Fritz Arthur Kobus (* 9. Februar 1879 in Metz, Reichsland Elsaß-Lothringen; † April 1945 in Berlin) war ein deutscher Offizier, zuletzt Generalleutnant im Zweiten Weltkrieg.

## Leben
Arthur Kobus trat im Frühjahr 1897 als Fahnenjunker in die Armee ein und wurde am 18. August 1898 im Infanterie-Regiment 27 zum Leutnant befördert. 1912/13 war er als Oberleutnant (Beförderung am 17. September 1909) als Inspektionsoffizier der Kriegsschule Danzig im Infanterie-Regiment 92.
Am 22. März 1914 wurde er als Kompaniechef in das 7. Ostpreußische Infanterie-Regiment „Graf Dönhoff“ Nr. 44 versetzt. Er übernahm dort als Nachfolger von Hauptmann Techow die 5. Kompanie in Goldap. Während des Krieges war er als Kompaniechef und ab 1918 als Bataillonsführer in diesem Regiment eingesetzt. Im August 1917 wurde vermerkt, dass er sich seit dem 7. Juni 1917 an der Ostfront in Kriegsgefangenschaft befand, aus der er jedoch spätestens mit dem Friedensvertrag von Brest-Litowsk entlassen wurde.
Nach Kriegsende in die Reichswehr übernommen, wurde Kobus, ab 1. Februar 1926 Oberstleutnant, im Mai 1928 Abteilungsleiter im Heereswaffenamt. Am 1. Februar 1930 wurde er Oberst. Im April 1931 mit dem Charakter als Generalmajor verabschiedet, wurde er am 1. Oktober 1933 reaktiviert und war zunächst erneut im Heereswaffenamt, später direkt im Reichskriegsministerium tätig.
Ab 1. Oktober 1935 war er Leiter der Ausrüstungsnachweisverwaltung und ab 1. September 1939 Abteilungschef der Dienstvorschriften-Verwaltung im OKH. In dieser Position wurde er am 1. April 1940 zu Generalmajor und am 1. Juli 1942 zum Generalleutnant befördert. Am 31. August 1942 wurde er aus der Armee verabschiedet.

## Tod
Im April 1945 beging Kobus in Berlin Suizid. Er hinterließ seine Frau, die Johanniterin Margarete Klara Helene, geb. Gadow († 1948 in Braunschweig), und seine Tochter, die Medizinstudentin Irmgard Kobus (* 25. September 1917 in Berlin).